# Les Bisounours : Libérez la magie
Les Bisounours et les Cousinours
Les Bisounours : Libérez la magie  ou Les Câlinours : Libérez la Magie au Québec (Care Bears: Unlock the Magic) est une série télévisée d'animation américaine diffusée depuis le 1er février 2019 sur Boomerang.
En France, elle est diffusée sur la chaîne câblée Tiji,Gulli et Boomerang et en Suisse, la série est diffusée sur RTS Un. Au Canada, la série est diffusée sur Télémagino avec un doublage canadien français qui utilise les mêmes acteurs, mais change les noms des personnages et autres.Une saison 2 de 30 minutes a ete diffusee en France sur Boomerang.

## Synopsis
En traversant un portail géant inconnu, les Bisounours se retrouvent dans une mission de sauvetage qui leur fait découvrir un nouveau territoire rempli de merveilles de la nature et de créatures magiques aux confins de Bisouville. Mais c'est sans compter sur Grognard et sa complice Rob qui vont semer le trouble dans les environs.

## Distribution
- Tougentil / Doublette : Estelle Darazi
- Touronchon : Jeremy Zylberberg
- Toucâlin : Mèlanie Anne
- Touchanceux : Alan Aubert-Carlin
- Toutaquin : Christophe Seugnet
- Toubisou / Le Pisteur : Yann Pichon
- Toudodo : Jean-Remi Tichit
- Grognard : Philippe Roullier
- Rob / Vent d'Est : Charlotte Hennequin
- Malcolm : Vincent Pierrard
- Harmonie / Toucâlin 2 : Valérie Bescht
- Toumagique : Sophie Planet
- Jardinous : Vincent Pierrard / Julien de Bortoli / Julien Portugais
- Flyn / Guibby / Shrinking Flowers / Toucâlin 3 / Navigateur : Bérangère Rochet
- Ours Sentinelle : Patrick Pellegrin
- Vent d'Ouest : Jean-Pierre Leblan
- Ordinateur / Chef Jardinou : Julien Portugais
- Le Kanarcouac : Jean-Pierre Leblan

Version française
- Studio d'enregistrement : MJM post-prod
- Société de doublage : Origami LLC
- Adaptation : Laurence Salva / Clément Pelegri (La Malchance et Zone d'inconfort pour Toucâlin)
- Direction artistique / Direction de plateau : Alan Aubert-Carlin

 Source et légende : version française (VF) sur RS Doublage

## Épisodes
| Saison | Saison | Épisodes | Épisodes | États-Unis      | États-Unis    | France            | France          | Québec          | Québec        | Suisse (VOD)     | Suisse (VOD)  | Suisse (TV)      | Suisse (TV)   |  |
| Saison | Saison | Épisodes | Épisodes | Début de saison | Fin de saison | Début de saison   | Fin de saison   | Début de saison | Fin de saison | Début de saison  | Fin de saison | Début de saison  | Fin de saison |  |
| ------ | ------ | -------- | -------- | --------------- | ------------- | ----------------- | --------------- | --------------- | ------------- | ---------------- | ------------- | ---------------- | ------------- |  |
|        | 1      | 52       | 52       | 28 janvier 2019 | en cours      | 30 septembre 2019 | 14 janvier 2020 | 14 octobre 2019 | 18 mars 2020  | 21 novembre 2019 | en cours      | 25 novembre 2019 | en cours      |  |
|        | M-É    | 20       | 20       | 12 janvier 2019 | 22 mai 2019   | NC                | NC              | Juin 2020       | Juin 2020     | 18 mars 2020     | 18 mars 2020  | NC               | NC            |  |

### Saison 1 (2019-2020)
Cette série contient 50 épisodes regroupés en une saison dont l'épisode pilote a une durée spéciale de 22 minutes contre 11 pour les suivants.
| №    | Titre français                                                            | Titre original                        | Première diffusion | Première diffusion | Première diffusion | Première diffusion | Première diffusion |
| №    | Titre français                                                            | Titre original                        | États-Unis         | France             | Québec             | Suisse (VOD)       | Suisse (TV)        |
| ---- | ------------------------------------------------------------------------- | ------------------------------------- | ------------------ | ------------------ | ------------------ | ------------------ | ------------------ |
| 12   | Le Commencement                                                           | Unlock the Magic: The Beginning       | 28 janvier 2019    | 30 septembre 2019  | 14 octobre 2019    | 21 novembre 2019   | 27 juillet 2020    |
| 3    | Des pétunias en colère                                                    | A Patch of Perturbed Petunias         | 1er février 2019   | 30 septembre 2019  | 15 octobre 2019    | 22 novembre 2019   | 11 janvier 2020    |
| 4    | Personne n'est parfait                                                    | Nobody's Perfect                      | 1er février 2019   | 30 septembre 2019  | 16 octobre 2019    | 13 décembre 2019   | NC                 |
| 5    | Le Réveil du rocher                                                       | A Yoorg Awakening                     | 1er février 2019   | 1er octobre 2019   | 17 octobre 2019    | 11 janvier 2020    | en cours           |
| 6    | Une pluie interminable                                                    | Rain Rain Go Away                     | 1er février 2019   | 1er octobre 2019   | 18 octobre 2019    | 11 janvier 2020    | en cours           |
| 7    | Cornets gaufrette pour Jardinous                                          | Waffle Cones for Whiffles             | 1er février 2019   | 2 octobre 2019     | 21 octobre 2019    | 25 janvier 2020    | en cours           |
| 8    | Le Gros Jardiroupillon                                                    | The Big Whifflesnooze                 | 1er février 2019   | 2 octobre 2019     | 22 octobre 2019    | 28 novembre 2019   | en cours           |
| 9    | Signal brouillé                                                           | Mixed Signals                         | 1er février 2019   | 3 octobre 2019     | 23 octobre 2019    | 3 décembre 2019    | en cours           |
| 10   | Un jour pas drôle pour Toutaquin                                          | Funshine's Un-Fun Day                 | 1er février 2019   | 3 octobre 2019     | 24 octobre 2019    | 3 décembre 2019    | en cours           |
| 11   | Le Gros fou rire                                                          | The Great Giggle                      | 28 février 2019    | 4 octobre 2019     | 25 octobre 2019    | 26 novembre 2019   | en cours           |
| 12   | Quand c'est cassé tu répares                                              | If It's Broke, Fix It                 | 2 mai 2019         | 4 octobre 2019     | 28 octobre 2019    | 5 décembre 2019    | en cours           |
| 13   | L'Effet Ronchon                                                           | The Grumpy Effect                     | 2 mai 2019         | 5 octobre 2019     | 29 octobre 2019    | en cours           | en cours           |
| 14   | Quand il faut choisir son camp                                            | Things That Go Plunk                  | 2 mai 2019         | 5 octobre 2019     | 30 octobre 2019    | 28 novembre 2019   | en cours           |
| 15   | Le Nuage gonflable                                                        | On the Trail of the Cloud Bouncer     | 2 mai 2019         | 5 octobre 2019     | 31 octobre 2019    | en cours           | en cours           |
| 16   | Luniou Le Jardinou                                                        | Riffle the Whiffle                    | 2 mai 2019         | 5 octobre 2019     | 1er novembre 2019  | en cours           | en cours           |
| 17   | La Fête des cœurs                                                         | Festival of Hearts                    | 1er février 2019   | 7 octobre 2019     | 4 novembre 2019    | 29 novembre 2019   | en cours           |
| 18   | Pâques sans œufs                                                          | An Almost Eggless Easter              | 28 mars 2019       | 7 octobre 2019     | 19 mars 2020       | 9 décembre 2019    | en cours           |
| 19   | Des retrouvailles magiques                                                | A Wish-full Reunion                   | 2 mai 2019         | 8 octobre 2019     | 5 novembre 2019    | en cours           | en cours           |
| 20   | Le Faux anniversaire                                                      | The Birthday That Wasn't              | 1er août 2019      | 8 octobre 2019     | 6 novembre 2019    | en cours           | en cours           |
| 21   | Le Grand tremblement                                                      | The Big Rumble                        | 2 mai 2019         | 9 octobre 2019     | 7 novembre 2019    | 10 décembre 2019   | en cours           |
| 22   | Trois Toucâlins valent mieux qu'une Trois Gailoursons valent mieux qu'une | Three Cheers for Cheer!               | 2 mai 2019         | 9 octobre 2019     | 8 novembre 2019    | 29 novembre 2019   | en cours           |
| 23   | La Marque du courage                                                      | The Badge of Courage                  | 2 mai 2019         | 10 octobre 2019    | 11 novembre 2019   | en cours           | en cours           |
| 24   | Un ours malin                                                             | One Wise Bear                         | 30 mai 2019        | 10 octobre 2019    | 12 novembre 2019   | en cours           | en cours           |
| 25   | Doublette soulève la poussière                                            | Dibble's Dust-Up                      | en cours           | 11 octobre 2019    | 13 novembre 2019   | 2 décembre 2019    | en cours           |
| 26   | Cache-piège                                                               | Hide and Sneak                        | en cours           | 11 octobre 2019    | 2 mars 2020        | en cours           | en cours           |
| 27   | Partage ta gentillesse                                                    | Share Your Care                       | 5 septembre 2019   | 12 octobre 2019    | 2 mars 2020        | en cours           | en cours           |
| 28   | Le retour des gnomes                                                      | The Return of the Gnomes              | 1er mai 2020       | 9 décembre 2019    | 3 mars 2020        | en cours           | en cours           |
| 29   | La lumière dans la forêt                                                  | The Light in the Forest               | en cours           | 9 décembre 2019    | 3 mars 2020        | en cours           | en cours           |
| 30   | Le monstre-plante                                                         | Monsterplant                          | 26 octobre 2019    | 10 décembre 2019   | 4 mars 2020        | en cours           | en cours           |
| 3132 | Des vacances gâchées                                                      | Neon Beach Party                      | 27 juin 2019       | 10 décembre 2019   | 4 mars 2020        | en cours           | en cours           |
| 33   | Panne de Bidousigne                                                       | Power Outage                          | 1er mai 2020       | 11 décembre 2019   | 5 mars 2020        | 17 décembre 2019   | en cours           |
| 34   | Le super-héros                                                            | Where Oh Where Has Our Funshine Gone? | 1er mai 2020       | 11 décembre 2019   | 5 mars 2020        | en cours           | en cours           |
| 35   | Arrosage compliqué                                                        | Water, Water Everywhere               | en cours           | 12 décembre 2019   | 6 mars 2020        | 19 décembre 2019   | en cours           |
| 36   | La mauvaise graine suprême                                                | The Ultimate Bad Seed                 | en cours           | 12 décembre 2019   | 6 mars 2020        | 10 décembre 2019   | en cours           |
| 37   | Le gros dodo                                                              | Rise and Funshine!                    | en cours           | 13 décembre 2019   | 9 mars 2020        | en cours           | en cours           |
| 38   | Un long voyage Long voyage                                                | Road Trip                             | en cours           | 13 décembre 2019   | 9 mars 2020        | 18 janvier 2020    | en cours           |
| 39   | Rétrécissement                                                            | The Incredible Shrinking Bears        | en cours           | 14 décembre 2019   | 10 mars 2020       | en cours           | en cours           |
| 40   | Qui trouve, garde                                                         | Finders Keepers                       | en cours           | 14 décembre 2019   | 10 mars 2020       | en cours           | en cours           |
| 41   | Désolé, mais pas désolé Désolé, pas désolé                                | Sorry Not Sorry                       | en cours           | 16 décembre 2019   | 11 mars 2020       | 25 janvier 2020    | en cours           |
| 42   | Pluc à la rescousse                                                       | Plunk to the Rescue                   | en cours           | 16 décembre 2019   | 11 mars 2020       | en cours           | en cours           |
| 43   | Les couleurs disparues                                                    | Once Upon a Rainbow                   | en cours           | 17 décembre 2019   | 12 mars 2020       | en cours           | en cours           |
| 44   | Le Kanarcouac                                                             | After the Klatternack!                | en cours           | 17 décembre 2019   | 12 mars 2020       | en cours           | en cours           |
| 45   | Le pro de la glisse                                                       | Let the Fun Shine                     | en cours           | 18 décembre 2019   | 13 mars 2020       | 8 février 2020     | en cours           |
| 46   | La vallée des trèfles                                                     | Valley of the Shamrocks               | en cours           | 18 décembre 2019   | 13 mars 2020       | en cours           | en cours           |
| 47   | La malchance (Un peu de chance sur les guides TV)                         | Some Luck                             | en cours           | 11 janvier 2020    | 16 mars 2020       | en cours           | en cours           |
| 48   | Zone d'inconfort pour Toucâlin (Zone d'inconfort sur les guides TV)       | Out of the Cheer Zone                 | en cours           | 13 janvier 2020    | 16 mars 2020       | en cours           | en cours           |
| 49   | Un comique de trop                                                        | The Last Laugh                        | en cours           | 13 janvier 2020    | 17 mars 2020       | 29 février 2020    | en cours           |
| 50   | Le silence forcé                                                          | Say What?                             | en cours           | 14 janvier 2020    | 17 mars 2020       | 29 février 2020    | en cours           |
| 51   | Avis de grand froid                                                       | The Big Freeze                        | 2 décembre 2019    | 24 décembre 2019   | 18 mars 2020       | NC                 | en cours           |
| 52   | Le grand retour                                                           | Return to Care-A-Lot                  | 2 décembre 2019    | 24 décembre 2019   | 18 mars 2020       | NC                 | en cours           |

### Mini-épisodes (2019)
| №  | Titre français         | Titre original | Première diffusion | Première diffusion | Première diffusion |
| №  | Titre français         | Titre original | États-Unis         | Suisse             | Québec             |
| -- | ---------------------- | -------------- | ------------------ | ------------------ | ------------------ |
| 1  | Réveil                 | Alarm          | 12 janvier 2019    | 18 mars 2020       | Juin 2020          |
| 2  | Panier                 | Slam Dunk      | 18 janvier 2019    | 18 mars 2020       | Juin 2020          |
| 3  | Acidité                | Sour           | 19 janvier 2019    | 18 mars 2020       | Juin 2020          |
| 4  | Nettoyage              | Cleaning       | 26 janvier 2019    | 18 mars 2020       | Juin 2020          |
| 5  | Poignée de main        | Handshake      | 26 janvier 2019    | 18 mars 2020       | Juin 2020          |
| 6  | Pluie                  | Rain           | 9 février 2019     | 18 mars 2020       | Juin 2020          |
| 7  | Surprise               | Surprise       | 23 février 2019    | 18 mars 2020       | Juin 2020          |
| 8  | Montgolfière           | Ballooned      | 2 mars 2019        | 18 mars 2020       | Juin 2020          |
| 9  | Titre français inconnu | Sneeze         | 14 mars 2019       | 18 mars 2020       | Juin 2020          |
| 10 | Pancakes               | Pancakes       | 16 mars 2019       | 18 mars 2020       | Juin 2020          |
| 11 | La garde de nuit       | Bedtime Club   | 22 mars 2019       | 18 mars 2020       | Juin 2020          |
| 12 | Titre français inconnu | Belly Booms    | 24 avril 2019      | 18 mars 2020       | Juin 2020          |
| 13 | Titre français inconnu | Hide           | 25 avril 2019      | 18 mars 2020       | Juin 2020          |
| 14 | Emplois du temps       | Reminders      | 25 avril 2019      | 18 mars 2020       | Juin 2020          |
| 15 | Acrobaties             | Grumple Gym    | 26 avril 2019      | 18 mars 2020       | Juin 2020          |
| 16 | Titre français inconnu | Work Out       | 2 mai 2019         | 18 mars 2020       | Juin 2020          |
| 17 | Titre français inconnu | Hair           | 14 mai 2019        | 18 mars 2020       | Juin 2020          |
| 18 | Magie                  | Magic          | 15 mai 2019        | 18 mars 2020       | Juin 2020          |
| 19 | Puzzle                 | Jigsaw         | 16 mai 2019        | 18 mars 2020       | Juin 2020          |
| 20 | Titre français inconnu | Good Books     | 22 mai 2019        | 18 mars 2020       | Juin 2020          |